# Вено
Вено (енгл. Weno), познат и по бившем имену Моен (енгл. Moen), највећи је град Савезне Државе Микронезије и главни град острвске државе Чук које је у њеном саставу. У граду је, према подацима из 2010. године, живело 13.856 становника. Највиша тачка на острву је планина Терокен са висионом од 364 м². На острву је смештен национални аеродром Микронезије.

## Становништво
| Година       |
| Становништво |
| ------------ |